# Yamazaki Ansai

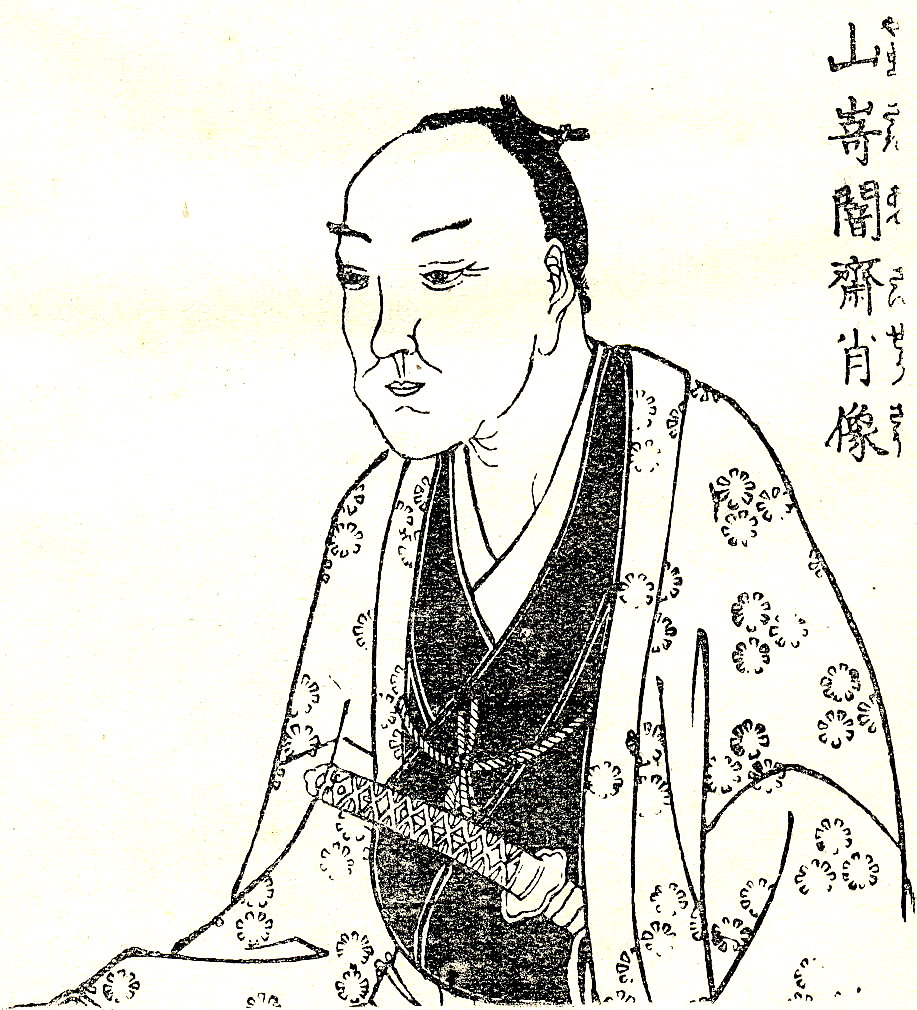
Yamazaki Ansai

Yamazaki Ansai (japanisch 山崎 闇斎; geboren 24. Januar 1619 in Kyōto (Provinz Yamashiro); gestorben 16. Oktober 1682) war ein japanischer Konfuzius-Gelehrter, Shintoist und Denker. Er begründete die „Kimongaku“ (崎門学), einen Zweig der Cheng-Zhu-Schule.

## Leben und Wirken
Yamazaki Ansai wurde als Sohn eines Samurai geboren, der als Rōnin von Himeji nach Kyōto gezogen war. Mit 23 Jahren begann er ein geistliches Studium im Rahmen der Rinzai-Richtung des Buddhismus. Er besuchte eine Vorlesung über den konfuzianischen Klassiker „Mitte und Maß“ (chinesisch 中庸, Zhōng Yōng), die von Tani Jichū, einem Führer der Tosa-Nangaku-Schule, gehalten wurde: Dies veranlasste ihn, den Buddhismus aufzugeben und sich der neokonfuzianischen Philosophie von Zhu Xi zuzuwenden. Im Jahr 1646 kehrte er zum weltlichen Leben zurück. 
Ansai war kein ursprünglicher neokonfuzianischer Denker. Sein Verständnis der Philosophie von Zhu Xi nahm die Form eines rigorosen Moralismus an, mit starker Betonung des Konzepts der „Tsutsushimi“ (慎み), der Selbstbeschränkung, und der Tugend der Loyalität gegenüber dem eigenen Herrn. Sein Buch „Bunkai hisuroku“ (文会筆録) – „Lesenotizen“ aus dem Jahr 1643 ist eine der besten Einführungen in die Philosophie der Zhu-Xi-Schule, wie sie sich in China und Korea entwickelte.
Bald nachdem Yamazaki die buddhistische Priesterschaft verlassen hatte, begann er mit dem Studium von Shintō. So wie er die Philosophie von Zhu Xi als die wahre Lehre Chinas betrachtete, war Shintō für ihn der Weg Japans. Er warb daher für das gleichzeitige Studium von Shintō und Konfuzianismus (Shinju kengaku, 神儒兼学). Sein „Suika Shintō“ (垂加神道) war daher eine Kombination aus neokonfuzianischem Rationalismus und Shintō-Nichtrationalismus. Im „Suika Shintō“ äußerte Ansai starke nationalistische Gefühle, die er angeblich von Zhu Xi gelernt hatte.
Yamazaki hatte viele Schüler, darunter den Konfuzianer Satō Naokata, den Astronomen Shibukawa Shunkai. Seine Ideen waren eine wichtige ideologische Grundlage für die Führer der Meiji-Restauration 1868.